# Verecundus de Junca
Verecundus est un évêque de Junca, dans la province d'Afrique (Byzacène), ayant vécu au VIe siècle, mort à Chalcédoine en 552.

## Éléments biographiques
Maria Grazia Bianco, éditrice du Carmen de pænitentia, l'a identifié à un personnage qui apparaît dans la Johannide de Corippe : au printemps 548, les tribus révoltées commandées par les chefs maures Carcasan et Antalas encerclent la ville de Junca, dépourvue de remparts, mais elles se retirent sans la piller grâce à l'intervention de l'évêque (« sacerdos »), dont il est souligné un peu plus loin qu'il « prie sans cesse pour le camp latin » ; pour la philologue, dans le chant VII de cette épopée, composé vers 551, le poète aurait voulu plaider la cause de son ami lettré, inquiété alors par le gouvernement, ce qui lui a peut-être valu à lui-même une disgrâce.
Verecundus est surtout connu, grâce à la Chronique de Victor de Tunnuna, pour la part qu'il prit à la querelle des Trois Chapitres. Le pape Vigile ayant, dans son Judicatum du 11 avril 548, entériné leur condamnation, l'épiscopat d'Afrique, réuni en concile en 550, rompit la communion avec lui, et il s'en expliqua dans une lettre adressée à l'empereur Justinien.[réf. nécessaire] L'année suivante, quatre évêques (l'archevêque-primat Reparatus de Carthage, Firmus de Tipasa, Primase d'Hadrumète et Verecundus) furent convoqués à Constantinople, où ils étaient arrivés à l'été 551 : le 14 août, Primase et Verecundus se trouvaient aux côtés du pape Vigile lorsqu'il destitua et excommunia l'évêque Théodore Ascidas, conseiller religieux de Justinien et inspirateur de la condamnation des Trois Chapitres, puis se réfugia dans l'église Saint-Pierre près du palais d'Hormisdas. Le 23 décembre suivant, les deux mêmes évêques accompagnaient également le pape lorsqu'il s'enfuit de nuit de sa résidence dans la capitale, traversa le Bosphore et chercha asile dans l'église Sainte-Euphémie de Chalcédoine (où s'était tenu le fameux concile de 451). Selon Victor de Tunnuna, Verecundus mourut dans une hôtellerie attenante à cette église, donc au début de 552, puisque le pape était de retour à Constantinople au printemps après avoir reçu des assurances.

## Œuvre littéraire
Son œuvre conservée d'attribution certaine se compose des textes suivants :
- un poème en 212 hexamètres dactyliques intitulé De pænitentia (ou De satisfactione pænitentiæ) ;
- un commentaire exégétique en neuf livres sur les cantiques de l'Ancien Testament.

Le cardinal Pitra, qui a édité l'œuvre (Spicilegium Solesmense, t. IV, Paris, Firmin-Didot, 1858), lui attribue aussi une collection de documents relatifs au concile de Chalcédoine, Excerptiones de gestis Chalcedonensis concilii, dont il existe deux recensions, ce qui est plus discuté. Isidore de Séville (De viris illustribus, § 12) parle également d'un poème sur la Résurrection et le Jugement Dernier, si bien que certains ont songé à lui pour un poème de 204 hexamètres, intitulé De judicio Domini, sans auteur établi (transmis parmi les œuvres de Tertullien).

## Éditions
- Adalbert Hamman (éd.), Patrologiæ Latinæ Supplementum, vol. IV (Ad vol. 67-96 Patrologiæ Latinæ), Paris, Garnier, 1971.
- Roland Demeulenaere (éd.), Verecundi Juncensis opera : Commentarii super cantica ecclesiastica. Carmen de satisfactione pænitentiæ, coll. Corpus Christianorum/ Continuatio mediævalis, n° 93, Turhout, Brepols, 1976.
- Maria Grazia Bianco (éd.), Verecundi Juncensis carmen de pænitentia, Naples, M. D'Auria, 1984.

## Liens
- Ressource relative à la religion :   - Dictionnaire de spiritualité
- Notice dans un dictionnaire ou une encyclopédie généraliste :   - Deutsche Biographie
- Notices d'autorité :   - VIAF
  - ISNI
  - BnF (données)
  - IdRef
  - LCCN
  - GND
  - Espagne
  - Pays-Bas
  - Pologne
  - Israël
  - NUKAT
  - Suède
  - Vatican
  - Australie
  - Tchéquie
  - WorldCat